# Eleidina
L'eleidina è una lipoproteina intercellulare che è presente nello strato lucido della pelle.
Lo strato lucido epiteliale è formato da uno o più ordini di cellule appiattite e allungate, in cui è presente l'eleidina, sostanza proteica acidofila, ricca di lipidi e zolfo, con proprietà fortemente rifrangenti.
L'eleidina viene prodotta dall'organismo a partire dalla cheratoialina. L'aspetto rosso del bordo vermiglio delle labbra è dovuto a diversi fattori, uno fra questi è il ridotto spessore dello strato corneo che lascia scoperto lo strato lucido, ricco di eleidina la quale, grazie alle sue proprietà ottiche, lascia intravedere il colore dei globuli rossi al di sotto.
Le tecniche istologiche utilizzate per la rivelazione dell'eleidina sono il metodo di Buzzi e il metodo alla picronigrosina.